# Pleurothallis flaveola
Pleurothallis flaveola är en orkidéart som beskrevs av Carlyle August Luer och Alexander Charles Hirtz. Pleurothallis flaveola ingår i släktet Pleurothallis och familjen orkidéer. Inga underarter finns listade i Catalogue of Life.